# Première (televisieprogramma)
Première was een filmrubriek die van 1953 tot 1996 op de Vlaamse openbare televisieomroep BRT te zien was. Samen met Het Journaal, Het Weer en Panorama was Première een van de langstlopende Vlaamse televisieprogramma's.
Van 1953 tot 1962 werd het programma gepresenteerd door Roland Verhavert. Van 1962 tot 1991 nam Jo Röpcke de presentatie over, omdat volgens de BRT-directie Verhaverts haar "te lang" werd. Röpcke besprak tijdens zijn carrière zo'n 12.000 films en hanteerde met het verloop van de jaren een steeds ironischer aanpak om films te recenseren. Na 1991 nam Roel Van Bambost, die al sinds 1966 medewerker voor de rubriek was, de presentatie over. In 1996 werd het programma beëindigd.